# Кілометр
Кіломе́тр (позначення км) — міра довжини в метричній системі, дорівнює одній тисячі метрів.

## Співвідношення з іншими мірами довжини
| 1 кілометр | = 1 000 метрів                 |
| 1 кілометр | ≈ 0.621 статутних миль         |
| 1 кілометр | ≈ 1,094 ярдів                  |
| 1 кілометр | ≈ 3,281 футів                  |
| 1 кілометр | ≈ 0.540 морських миль          |
| 1 кілометр | ≈ 6.68× 10−9 а.о.д.            |
| 1 кілометр | ≈ 1.057× 10−13 світлових років |
| 1 кілометр | ≈ 3.24× 10−14 парсек           |